# Yenagoa
Yenagoa je glavni grad nigerijske savezne države Bayelsa. Nalazi se na jugu Nigerije, 70 km od Gvinejskog zaljeva i oko 100 km zapadno od Port Harcourta. Leži u delti Nigera. Većinu stanovništva čine pripadnici naroda Ijaw (Idžo).
Prema procjeni iz 2010., Yenagoa ima 31.430 stanovnika.